# Tamda
Tamda (en berbère : Thamdha, en caractères Tifinagh : ⵜⴰⵎⴷⴰ, en arabe : تامدة) est un village de la grande Kabyle de la commune de Ouaguenoun (At Wagnun), situé à 10 km de l'est de la commune de Tizi ouzou, dans la wilaya de Tizi Ouzou, en Algérie.

## Toponymie
Le nom de la localité est d'origine berbère : Tamda [ⵝⴰⵎⴷⴰ] signifie « flaque d'eau, lac, mare ». Et aussi connue sous le nom de "Tazazrayth" .

## Géographie
Le village de Tamda, dit aussi Tamda Leblaḍ ou bien Tamda tâvit, est situé sur la route de Freha (CW 174) qui longe la rive droite du Sebaou dans la vallée du même nom. Tamda est aussi proche de Tizi-Rached, chef-lieu de la commune et daira du même nom sur la rive gauche du Sebaou.
La voie rapide RN 12 (axe Tizi Ouzou-Béjaïa) passe à 500 mètres au sud du village.

## Histoire
Ce village historique est le berceau de la famille des At Qasi (Ath Kaci ou Ait Kaci) éparpillée dans toute la Kabylie.

## Administration
Tamda abrite un pôle universitaire où 9 000 étudiants poursuivent leurs études supérieures notamment en sociologie, architecture, psychologie, agronomie, sciences et technologies, mathématiques et informatique, biologie, sciences de la terre et de l'univers et sciences humaines et médecine.